# МАЗ-5336
МАЗ-5336 — семейство советских и белорусских крупнотоннажных грузовых автомобилей третьего поколения автомобилей МАЗ, выпускающихся на Минском автомобильном заводе с 1988 года.

## История
С 1978 по 1994 год Минский автозавод полностью обновил гамму грузовых автомобилей:
В 1981 году вышел трёхосный седельный тягач МАЗ-6422 и двухосный МАЗ-5432;
в 1985 —  автомобиль-самосвал МАЗ-5551;
в 1986 — шасси МАЗ-5337;
в 1987 — бортовой автомобиль МАЗ-53371;
в 1988 — бортовой автомобиль МАЗ-5336 с удлинённой платформой;
в 1990 — автомобиль-лесовоз МАЗ-5434;
в 1993 — трёхосное шасси, бортовой автомобиль (6х4) МАЗ-6303, полноприводные шасси и бортовой (6х6) МАЗ-6317;
в 1994 — самосвалы МАЗ-5516 (6х4) и МАЗ-6517 (6х6).
Более того, в 1991 году завод модернизировал выпускаемые автомобили семейства МАЗ. Появилась обновленная кабина с откидной решёткой передней панели, новыми фарами, новой панелью приборов. Со временем были модернизированы передние оси, задние мосты, рама и тормозная система.
С 1995 года на модели МАЗ стали устанавливать двигатели ЯМЗ экологических норм Евро-1, а с 2002 года МАЗ полностью перешел на двигатели Евро-1.
С 1997 года применяются двигатели ЯМЗ экологических норм Евро-2 (с 2006 года МАЗ полностью перешел на двигатели Евро-2).
С 2008 года двигатели ЯМЗ автомобилей МАЗ отвечают нормам Евро-3.

## Модификации МАЗ-5336
- МАЗ-5336 - базовая модель с двигателем ЯМЗ-238М, 240 л.с.
- МАЗ-53361[2].
- МАЗ-53362[3]. - с двигателем ЯМЗ-238Б, 300 л.с.
- МАЗ-53363. - с двигателем ЯМЗ-238Д, 330 л.с.
- МАЗ-53366[4]. - с двигателем ЯМЗ-238М2, 240 л.с.
- МАЗ-533603 - с двигателем ЯМЗ-236БЕ2 Евро-2, 250 л.с.
- МАЗ-533605 - с двигателем ЯМЗ-238ДЕ2 Евро-2, 330 л.с.
- МАЗ-5336А3 - с двигателем ЯМЗ-6562.10 Евро-3, 250 л.с.
- МАЗ-5336А5 - с двигателем ЯМЗ-6582.10 Евро-3, 330 л.с.